# Cottica (district)
Cottica is een voormalig Surinaams district met Ephrata als hoofdplaats.
Tot 1894 bestonden onder andere de districten 'Boven Cottica en Perica' en 'Beneden Cottica'. In dat jaar werd de indeling van Suriname grondig herzien met 12 districten waarvan Cottica er één was.
"Het District Cottica grenst ten Noorden aan de Atlantische Oceaan, ten Westen aan het district Beneden Commewijne, ten Zuiden en Westen aan het district Boven Commewijne. Ten Zuiden en Oosten aan de oostelijke grens van het stroomgebied der rivier de Cottica met de daarin uiteenlopende stromen." (Gouvernementsblad 1894 nummer 7)
In 1927 werd een deel van Cottica met de districten Boven Commewijne (eveneens hoofdplaats Ephrata) en Beneden Commewijne (hoofdplaats Frederiksdorp) samengevoegd tot het nieuwe district Commewijne (hoofdplaats Nieuw-Amsterdam) terwijl de rest aan het district Marowijne werd toegevoegd.